# Reola
Reola – wieś w Estonii, w prowincji Tartu, w gminie Ülenurme.